# Блотстулка
Блотстулка, или Блот-Тулка (XI век) — имя, известное из легенды в честь предполагаемой шведской средневековой королевы-консорта, супруги короля Швеции Блот-Свейна, который, возможно, правил в 1080-х годах.

## Биография
О королеве известно немногое, даты её рождения и смерти неизвестны. Она возможная мать предполагаемого сына Блот-Свейна, Эрика Орсалла. Она была замужем за Свейном до того, как он стал королём, и была жива, чтобы стать королевой во время его правления. Она последняя известная языческая королева Швеции и в Скандинавии.
Около 1087 года её муж был свергнут и убит; согласно традиции, будучи окружённым в своём доме, который был подожжён. Дальнейшая её судьба неизвестна.